# Pierre Molères
Pierre Molères, né le 21 novembre 1932 à Dax dans les Landes, est un évêque catholique français, évêque émérite de Bayonne, Lescar et Oloron depuis 2008.

## Biographie

### Formation
Après des études de lettres à l'Université de Poitiers et à l'université de la Sorbonne qui lui ont permis d'obtenir une licence en lettres classiques, Pierre Molères est allé au séminaire Pie-XI à Toulouse et à celui des Carmes à Paris, poursuivant son cursus universitaire dans les instituts catholiques de Toulouse et de Paris.
Il est ainsi titulaire d'une licence en philosophie scolastique, d'une licence en théologie, d'un diplôme d'études supérieures de patrologie grecque et du diplôme de l'Institut supérieur de pastorale catéchétique.

### Principaux ministères
Ordonné prêtre le 14 avril 1962 pour le diocèse d'Aire et Dax, il assume immédiatement des responsabilités à l'échelle du diocèse, comme responsable du service diocésain de l'œcuménisme de 1962 à 1966, comme responsable de la catéchèse, du catéchuménat et du service de l'enfance et de la jeunesse inadaptée de 1968 à 1974, comme aumônier diocésain de l'Action catholique en milieux indépendants de 1971 à 1974. Il est ensuite pendant 12 ans curé et archiprêtre de Mont-de-Marsan cumulant pendant les deux dernières années ces fonctions avec celle de vicaire épiscopal chargé de la formation permanente.
Nommé évêque coadjuteur de Bayonne le 21 janvier 1986 par Jean-Paul II, il a été consacré le 2 mars 1986. Il devient évêque ordinaire de Bayonne le 13 juin 1986. Il ferme le séminaire de Bayonne en 2005.
Le 21 novembre 2007, ayant atteint l'âge limite prévu par le droit canon, il remet sa démission. Celle-ci devient effective le 15 octobre 2008 à la nomination de son successeur, Marc Aillet. Il reste cependant administrateur apostolique du diocèse jusqu'à la prise de possession canonique de ce dernier le 30 novembre suivant.
Au sein de la Conférence des évêques de France, il a été président du Comité de la mission en monde maritime, membre de la Commission pour l'unité des chrétiens et membre de la Commission des mouvements apostoliques et des associations de fidèles.
Au niveau de la Curie romaine, il est membre du Conseil pontifical pour la pastorale des migrants et des personnes en déplacement.

## Prises de position

### Immigration et tests ADN
À l'automne 2007, alors qu'un vif débat s'est engagé en France concernant un amendement à la loi sur l'immigration permettant le recours à des tests ADN dans le cadre d'une demande de regroupement familial, PIerre Molères prend position contre cet amendement qui suggère « que tout immigré est un criminel potentiel ». 

### Affaire Bétharram
Dans le cadre de l'affaire des abus sexuels et violences dans l'institution Notre-Dame de Bétharram, Pierre Molères, évêque du diocèse de Bayonne, Lescar et Oloron entre 1986 et 2008, indique avoir téléphoné au supérieur provincial des prêtres du Sacré-Cœur de Jésus de Bétharram en 1998 car il vient de prendre connaissance, « par la presse » selon lui, des accusations de viol d'un élève à l'encontre de l'ancien directeur de l'Institution Notre-Dame de Bétharram, Pierre Silviet-Carricart. Il souhaite discuter d’éventuelles sanctions pour ce dernier. Puis il abandonne ce projet : « Carricart était déjà parti à Rome, et j’avais tellement de choses à faire… Cette histoire n’a pas pris tout le champ de ma conscience ». De plus, il reconnait « une certaine omerta ».

### Première guerre du Golfe
En 1991, lors de la première guerre du Golfe, PIerre Molères dénonce les limites de la puissance des médias et rappelle que « la guerre engendre des morts… et que les morts n'ont pas d'avenir ».